# Tilden (Nebraska)
Pour les articles homonymes, voir Tilden.
Tilden est une ville américaine située dans les comtés Antelope et de Madison, au Nebraska. Selon le recensement de 2010, sa population est de 953 habitants.